# Paskrzyn
Paskrzyn [pronunciación en polaco: /ˈpaskʂɨn/] es un pueblo ubicado en el distrito administrativo de Gmina Ręczno, dentro del Distrito de Piotrków, Voivodato de Łódź, en Polonia central. Se encuentra aproximadamente a 6 kilómetros al noreste de Ręczno, a 24 kilómetros al sureste de Piotrków Trybunalski, y a 68 kilómetros al sureste de la capital regional Łódź.